# José Francisco Falcão de Barros
José Francisco Falcão de Barros (ur. 14 marca 1965 w Paulo Jacinto) – brazylijski duchowny katolicki, biskup pomocniczy Ordynariatu Polowego Brazylii od 2011.

## Życiorys
Święcenia kapłańskie przyjął 18 listopada 1991 i został inkardynowany do diecezji Palmeira dos Índios. Pracował przede wszystkim jako proboszcz parafii św. Wincentego á Paulo w stolicy diecezji, jednocześnie pełniąc funkcje m.in. wikariusza sądowego, pracownika kancelarii kurii i kapelana policjantów stanu Alagoas.
16 lutego 2011 papież Benedykt XVI mianował go biskupem pomocniczym Ordynariatu Polowego Brazylii oraz biskupem tytularnym Augurus. Sakry biskupiej udzielił mu 29 kwietnia 2011 biskup rodzimej diecezji Palmeira dos Índios - Dulcênio Fontes de Matos.